# 桑原政

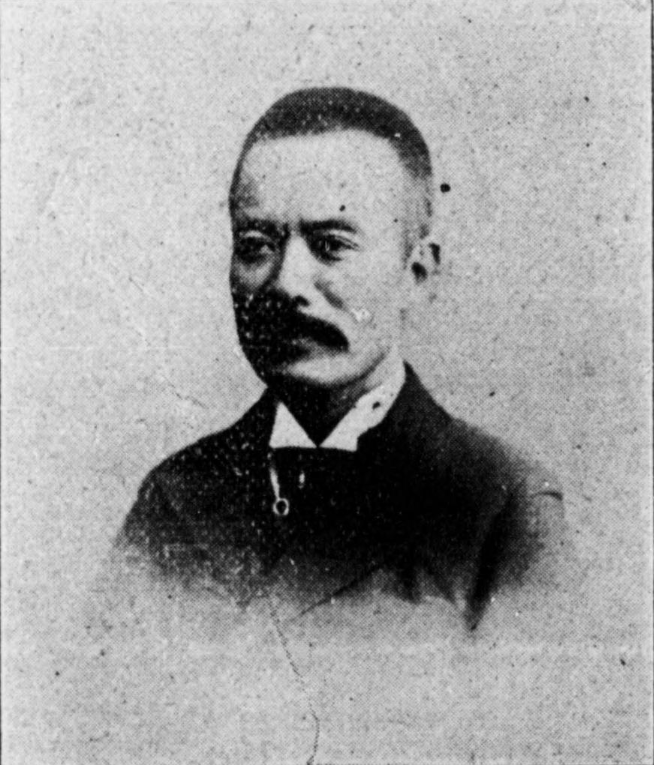
桑原政

桑原 政（くわばら ただす/せい、1856年3月30日（安政3年2月24日） - 1912年（大正元年）9月9日）は、明治時代の実業家、政治家。衆議院議員（3期）。

## 経歴
桑原幾太郎の二男、幕末の水戸藩士・藤田東湖の甥として江戸に生まれる。1880年（明治13年）工部大学校鉱山学科を卒業し、1882年（明治15年）同校助教授を経て、1883年（明治16年）別子銅山技師に転じる。1885年（明治18年）藤田組に招かれ、翌年大阪の天満、天神、木津、渡辺、肥後の5大橋の改築の鉄材購入を兼ねて鉱山業視察のため欧米に遊学した。
1892年（明治25年）藤田組を辞し、桑原工業事務所（のちの桑原商会）を開設。ついで内国勧業博覧会審査委員を務めたのち、豊洲鉄道、明治炭坑、九州炭鉱、京阪電鉄などの取締役や社長を歴任した。また、大阪商業会議所特別議員を務めた。
1898年（明治31年）5月、第5回衆議院議員総選挙で茨城県第一区から出馬して当選。第7回、第8回総選挙でも当選し、衆議院議員に3期在任した。

## 親族
- 伯父：藤田東湖（水戸藩士）[3]
- 兄：桑原力太郎（陸軍少佐、西南戦争で陣没）[3]
- 姉：豊田芙雄（女子教育家、日本の保母第１号）